# Singkarakmeer
Het Singkarakmeer (Indonesisch: Danau Singkarak) is een meer in West-Sumatra, Indonesië. Het meer ligt tussen de steden Padang Panjang en Solok. Het meer heeft een oppervlakte van ruim 107 km², is 21 km lang en 7 km breed.